# José Monteiro da Rocha
José Monteiro da Rocha   (Canaveses, 25 de juny de 1734 - Lisboa, 11 de desembre de 1819) va ser un astrònom i matemàtic portuguès.

## Vida i obra
Res es coneix de la seva infància. La primera data coneguda de la seva vida va ser el 1752 quan va ingressar a la Companyia de Jesús i va ser enviat a San Salvador de Bahia (al Brasil) per estudiar al col·legi jesuïta d'aquesta localitat. En ser dissolta l'orde dels jesuïtes a Portugal el 1759, es va convertir en clergue secular i, el 1766, va retornar a Portugal.
Va estudiar dret canònic a la universitat de Coïmbra en la qual es va graduar el 1770, quan el primer ministre, el marquès de Pombal, preparava la reforma integral de la universitat. Va participar en l'el·laboració dels seus estatuts i en el disseny dels currículums de matemàtiques i astronomia. Quan va engegar la universitat reformada el 1772, ell va ser nomenat professor de matemàtiques, càrrec del qual va passar a professor d'astronomia el 1783. A més de les seves funcions docents va exercir diferents funcions administratives i de gestió com a vice-rector de la universitat.
Es va retirar de la docència el 1804, però com que uns anys abans havia estat nomenat conseller del príncep Joan (futur rei Joan VI), va esdevenir preceptor del seus fills (el futur rei Pere IV i els seus germans), fins que la família reial va abandonar el país escapant de l'ocupació napoleònica.
Va morir el 1819 a Lisboa, a on s'havia traslladat a viure en retirar-se el 1804.
A Coïmbra, va liderar la construcció de l'Observatori Astronòmic de la universitat, que va estar operatiu a partir de 1792, encarregant-se personalment de la compra dels instruments astronòmics necessaris a Anglaterra i dirigint-lo des del començament. També va publicar les efemérides astronòmiques calculades pel meridià de Lisboa.
La seva obra més notable, van ser les acurades traduccions al portuguès dels manuals dels matemàtics francesos Étienne Bézout i Charles Bossut, que van esdevenir els texts bàsics de matemàtiques i de dinàmica de la universitat portuguesa.
Com curiositat, cal afegir que el 1782 para presentar en una conferència a l'Academia das Ciências de Lisboa un mètode per determinar l'òrbita parabólica dels cometes a partir de tres observacions. Aquest mètode, era essencialment el mateix que va publicar Heinrich Olbers el 1797, però com que la conferència de Monteiro da Rocha no es va publicar fins al 1799, sempre se li ha reconegut la preminéncia a Olbers.